# Eugène Hamel
Pour les articles homonymes, voir Hamel.
Eugène Hamel, né à Québec le 14 octobre 1845 et mort à Québec le 20 juillet 1932 est un peintre, dessinateur, professeur et fonctionnaire québécois.

## Biographie
Fils d'un riche marchand, Eugène Hamel termine en 1867 son apprentissage auprès de son oncle Théophile, portraitiste réputé. Il se rend ensuite à Anvers et à Rome pour y poursuivre ses études. De retour à Québec en 1870, il s'installe dans l'atelier de son oncle et commence sa carrière professionnelle, sur les pas de Théophile dans le domaine du portrait et du tableau religieux.
Eugène Hamel remporte des prix en 1871, 1877 et 1887 à l'Exposition provinciale de Québec. Il donne des cours de dessin d'ornementation à l’École des arts et métiers de Québec, dont il sera directeur en 1880, et peint une série de portraits des présidents de l'Assemblée législative, portraits détruits dans l’incendie de l'hôtel du Parlement du Québec en 1883. En tant que membre fondateur de l'Académie royale du Canada, il présente cinq de ses tableaux à l'exposition inaugurale de 1880. 
De 1881 à 1885, il retourne à Rome où il travaille avec Cesare Mariani. Il y épouse Ernesta de Cadilhac en 1882. De retour à Québec, il reçoit diverses commandes dont dix grands tableaux religieux pour l’église de Sainte-Foy, détruits à leur tour dans l'incendie de l'église en 1977. On lui accorde finalement en 1889 la commande des portraits des présidents du Conseil législatif et de l'Assemblée législative depuis 1867. À partir de 1892, il devient fonctionnaire au ministère des Terres et Forêts. Malgré cet emploi du temps, sa production demeure abondante. En 1926, le gouvernement provincial acquiert six de ses œuvres pour le futur Musée de la province à Québec.
Le fonds Eugène-Hamel a été donné au Musée du Québec en 1999.
Considéré comme un portraitiste et un dessinateur de talent, Eugène Hamel peint conformément aux attentes de l’époque et de l’école romaine, courant esthétique alors populaires au Québec. Sa production se retrouvant dans plusieurs endroits dans la province, Eugène Hamel s'inscrit dans l’évolution de la peinture au Québec.

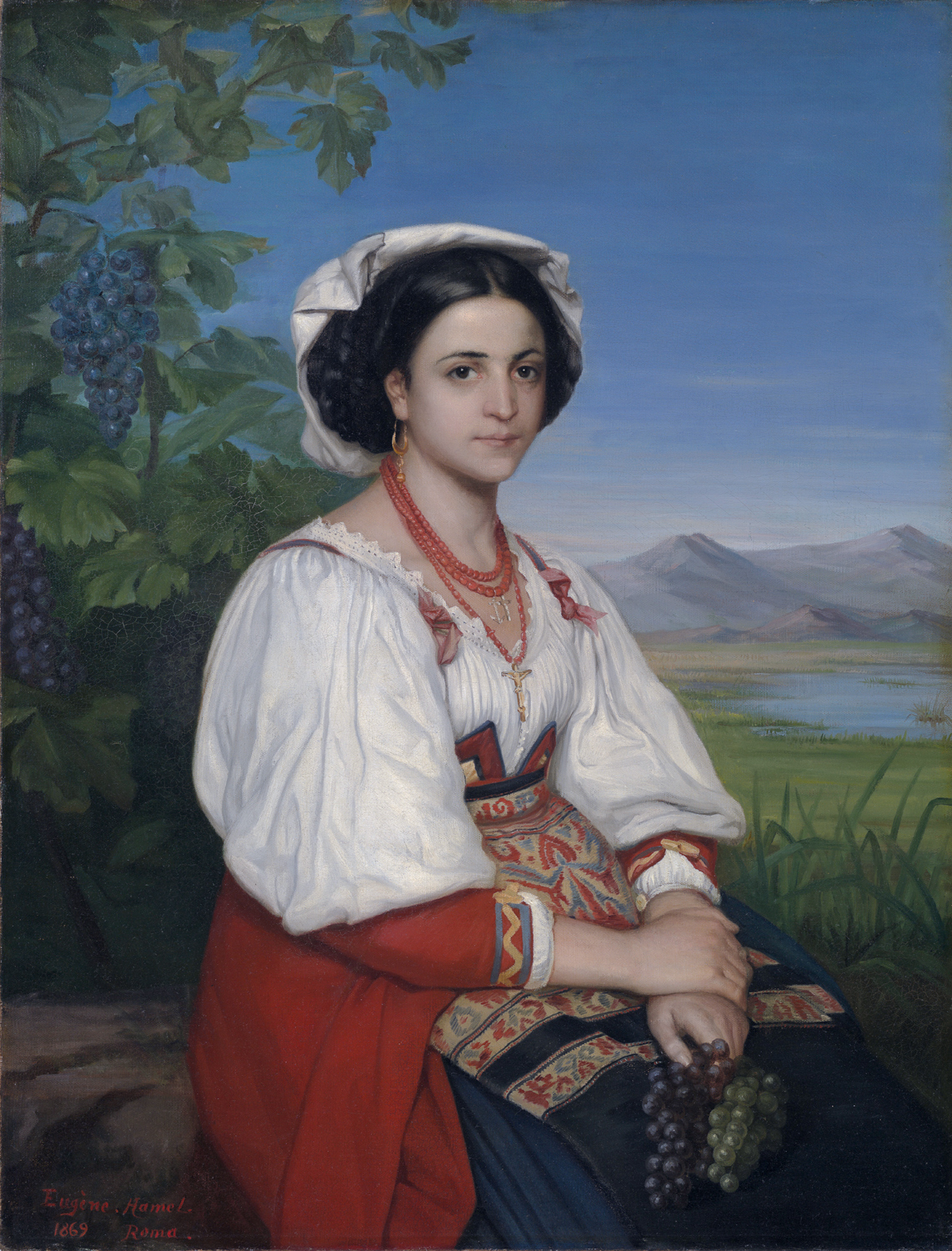
Giovannina Ciociarde, 1869

## Hommages
- L'avenue et maintenant rue Eugène-Hamel a été nommée en son honneur en 1956 dans l'ancienne ville de Sainte-Foy, maintenant présent dans la ville de Québec.

## Source
- Mario Béland, « Le fonds Eugène-Hamel », Cap-aux-Diamants, no 66,‎ été 2001, p. 66 (ISSN 0829-7983).